# Маріта Крамер
Маріта Крамер (нім. Marita Kramer)  — австрійська стрибунка з трампліна нідерландського походження, чемпіонка світу та призерка світової першості. 
Золоту медаль чемпіонки світу Крамер виборола в командних змаганнях на нормальному трампліні на світовій першості 2021 року, що проходила в німецькому Оберстдорфі.